# 札幌市立大通小学校
札幌市立大通小学校（さっぽろしりつ おおどおりしょうがっこう）は、かつて北海道札幌市中央区北2条西11丁目にあった市立小学校。

## 沿革
- 1889年（明治22年）7月15日 - 札幌女子小学校（北1条西4丁目、現・札幌グランドホテル敷地）として開校[1]。
- 1892年（明治25年）6月13日 - 創成小学校（北1条西2丁目）から附属幼稚園を本校内に移転[2]。
- 1898年（明治31年）4月1日 - 附属幼稚園を廃止[3]。
- 1899年（明治32年）9月1日 - 同一敷地内に校舎を増設して尋常科と高等科を分離、札幌女子尋常小学校と札幌女子高等小学校とする[4]。
- 1904年（明治37年）6月7日 - 尋常小と高等小を合併、札幌女子尋常高等小学校とする[5][注釈 1]。
- 1917年（大正6年） - 新校舎が完成、移転（大通西11丁目[6]、現・札幌高等・地方裁判所合同庁舎敷地）[7][注釈 2]。
- 1923年（大正12年）7月5日 - 大通尋常高等小学校に改称[8]。
- 1931年（昭和6年）4月1日 - 大通尋常小学校に改称[9][注釈 3]。
- 1941年（昭和16年）4月1日 - 国民学校令施行、大通国民学校に改称。
- 1947年（昭和22年）4月1日 - 学校教育法施行、札幌市立大通小学校に改称 。
- 1969年（昭和44年）7月1日 - 札幌市立陵雲中学校の旧校舎（北2条西11丁目、現・市立札幌大通高等学校敷地）に移転[10]。
- 1978年（昭和53年）4月13日 - 札幌市立中央幼稚園を併設、開園[11]。
- 2004年（平成16年）
  - 3月 - （創成、豊水、曙）小学校とともに新設された札幌市立資生館小学校へ統合[12]。開校114年の歴史に幕を閉じた。
  - 4月 - 札幌市立資生館小学校が開校[12]。

閉校後の校舎の利用
- 2005年4月～2006年3月 - 札幌市立円山小学校が校舎改築中の仮校舎として利用[13]。
- 2008年4月～2010年3月 - 新設校の市立札幌大通高等学校が新校舎完成前の暫定校舎として利用[14]、その後解体。

## 校歌

### 旧校歌
堀沢周安の作詞、島崎赤太郎の作曲により、札幌女子尋常高等小学校校歌として1921年（大正10年）6月1日に採用認可、同年6月22日に制定された。歌詞は次のとおり。

### 新校歌
飯田広太郎（1894年 - 1954年）作詞、工藤富次郎（1882年 - 1953年）作曲により、大通尋常小学校時代の1935年（昭和10年）2月12日制定された。歌詞は次のとおり。

## 出身者
- 素木しづ （小説家、1907年尋常科卒）[21][22]
- 橘智恵子 （教育者、1902年高等科卒。石川啄木の『一握の砂』のモデルの一人。のちに本校の訓導も務める）[23]
- 村井満寿 （声楽家）[24]
- 松本春子 （書家、1913年尋常科卒）[25]
- 村井祐児 （クラリネット奏者、東京芸術大学名誉教授）[26]
- 森田たま （随筆家、1907年尋常科卒）[21]
- 横路孝弘 （政治家、弁護士。1947年入学、1950年に新設された札幌市立二条小学校に転校）[27]

## 文庫
1908年（明治41年）、創立20年を記念して戊申文庫を建設し、明治42年2月11日に開館したが、大正10年頃に利用を中断している。その後、1924年（大正13年）6月30日に児童文庫を設立し、戊申文庫の蔵書を引き継いで運営している。児童文庫の蔵書は、学習参考書類416冊・文学書類370冊だった。